# 男子総合格闘家一覧
男子総合格闘家一覧（だんしそうごうかくとうかいちらん）は、男子総合格闘家の一覧。
ウィキペディア日本語版に存在する記事を五十音順に列記する。
| 目次 | 目次 | 目次 | 目次 | 目次 | 目次 | 目次 | 目次 | 目次 | 目次 | 目次 |
| ---- | ---- | ---- | ---- | ---- | ---- | ---- | ---- | ---- | ---- | ---- |
| わ   | ら   | や   | ま   | は   |      | な   | た   | さ   | か   | あ   |
|      | り   |      | み   | ひ   |      | に   | ち   | し   | き   | い   |
| を   | る   | ゆ   | む   | ふ   |      | ぬ   | つ   | す   | く   | う   |
|      | れ   |      | め   | へ   |      | ね   | て   | せ   | け   | え   |
| ん   | ろ   | よ   | も   | ほ   |      | の   | と   | そ   | こ   | お   |

## あ行

### あ
- アーノルド・アレン（ イングランド）
- アーロン・シンプソン（ アメリカ合衆国）
- アーロン・ライリー（ アメリカ合衆国）
- アイヴァン・サラヴェリー（ アメリカ合衆国）
- アイヴァン・メンジバー（ カナダ）
- アウグスト・サカイ（ ブラジル）
- 青井人（あおい じん）（ 日本）
- 青木真也（あおき しんや）（ 日本）
- 赤井太志朗（あかい たしろう）（ 日本）
- 安芸柊斗（あき　しゅうと）　（ 日本）
- アキラ（ 日本）
- 朝倉海（あさくら かい）（ 日本）
- 浅野篤司（あさの あつし）（ 日本）
- 浅野倫久（あさの みちひさ）（ 日本）
- 朝日昇（あさひ のぼる）（ 日本）
- 芦田崇宏（あしだ たかひろ）（ 日本）
- アスエリオ・シウバ（ ブラジル）
- アスカル・アスカロフ（ ロシア）
- 安谷屋智弘（あだにや ともひろ)（ 日本）
- アドリアーノ・マルチンス（ ブラジル）
- アドリアーノ・モラエス（ ブラジル）
- アブドゥル・モハメッド（ イギリス）
- アブドゥル・ラザク・アルハッサン（ ガーナ）
- アブバカル・ヌルマゴメドフ（ ロシア）
- 阿部大治（あべ だいち）（ 日本）
- 阿部裕幸（あべ ひろゆき）（ 日本）
- 阿部博之（あべ ひろゆき）（ 日本）
- アマール・スロエフ（ アルメニア）
- アミール・サダロー（ アメリカ合衆国）
- アミル・アルバジ（ スウェーデン）
- 新井丈（あらい じょう）（ 日本）
- アラン・カラエフ（ ロシア）
- アラン・ゴエス（ ブラジル）
- アラテン・ヘイリ（ 中国）
- アラン“ヒロ”ヤマニハ（ ブラジル）
- アラン・ベルチャー（ アメリカ合衆国）
- アリスター・オーフレイム（ オランダ）
- アリ・バガウティノフ（ ロシア）
- アル・アイアキンタ（ アメリカ合衆国）
- アルジャメイン・スターリング（ アメリカ合衆国）
- アルトゥール・ウマハノフ（ ロシア）
- アルボーシャス・タイガー（ リトアニア）
- アルマン・ツァルキヤン（ ロシア）
- アレキサンダー・ヴォルコフ（ ロシア）
- アレキサンダー・シュレメンコ（ ロシア）
- アレクサンダー・ヴォルカノフスキー（ オーストラリア）
- アレクサンダー大塚（アレクサンダー おおつか）（ 日本）
- アレクサンダー・グスタフソン（ スウェーデン）
- アレクサンダー・ヘルナンデス（ アメリカ合衆国）
- アレクサンダル・ラキッチ（ オーストリア）
- アレクサンドル・ロマノフ（ モルドバ）
- アレクセイ・オレイニク（ ロシア）
- アレックス・スティーブリング（ アメリカ合衆国）
- アレックス・ペレイラ（ ブラジル）
- アレックス・ペレス（ アメリカ合衆国）
- アレックス・ロバーツ（ アメリカ合衆国）
- アレッシオ・サカラ（ イタリア）
- アレッシャンドリ・カカレコ（ ブラジル）
- アレッシャンドリ・パントージャ（ ブラジル）
- アレッシャンドリ・フランカ・ノゲイラ（ ブラジル）
- 安生洋二（あんじょう ようじ）（ 日本）
- 安西信昌（あんざい しんしょう）（ 日本）
- アンソニー・ジョンソン（ アメリカ合衆国）
- アンソニー・スミス（ アメリカ合衆国）
- アンソニー・ペティス（ アメリカ合衆国）
- アンディ・ウォン（ 台湾）
- アンディ・オロゴン（ ナイジェリア）
- アンディ・サワー（ オランダ）
- アンデウソン・シウバ（ ブラジル）
- 安藤晃司（あんどう こうじ）（ 日本）
- 安藤純（あんどう じゅん）（ 日本）
- アントニー・ハードンク（ オランダ）
- アントニオ・カルバーリョ（ カナダ）
- アントニオ・シウバ（ ブラジル）
- アントニオ・バヌエロス（ アメリカ合衆国）
- アントニオ・ブラガ・ネト（ ブラジル）
- アントニオ・ホドリゴ・ノゲイラ（ ブラジル）
- アントニオ・ホジェリオ・ノゲイラ（ ブラジル）
- アントニオ・マッキー（ アメリカ合衆国）
- アンドリュース・ナカハラ（ ブラジル）
- アンドレ・ウィナー（ イギリス）
- アンドレ・ガウヴァオン（ ブラジル）
- アンドレ・ジダ（ ブラジル）
- アンドレ・フィリ（ アメリカ合衆国）
- アンドレ・ペデネイラス（ ブラジル）
- アンドレ・ムニス（ ブラジル）
- アンドレイ・アルロフスキー（ ベラルーシ）
- アンドレイ・コピィロフ（ ロシア）
- アンドレイ・コレシュコフ（ ロシア）
- アンドレイ・シモノフ（ ロシア）

### い
- イーゲン井上（イーゲン いのうえ）（ アメリカ合衆国）
- イーブス・エドワーズ（ アメリカ合衆国）
- イアン・シャファー（ オーストラリア）
- イアン・ハイニッシュ（ アメリカ合衆国）
- イアン・フリーマン（ イギリス）
- イアン・マッコール（ アメリカ合衆国）
- イアン・マーフィー（ アメリカ合衆国）
- 庵谷鷹志（いおたに たかし）（ 日本）
- イオン・クテラバ（ モルドバ）
- 池田祥規（いけだ よしのり）（ 日本）
- 池本誠知（いけもと せいち）（ 日本）
- イ・グァンヒ（ 韓国）
- イグナシオ・バハモンデス（ チリ）
- イゴール・タナベ（ ブラジル）
- イゴール・ボブチャンチン（ ウクライナ）
- ISAO（イサオ）（ 日本）
- 石井慧（いしい さとし）（ 日本）
- 石川英司（いしかわ えいじ）（ 日本）
- 石毛大蔵（いしげ だいぞう）（ 日本）
- 石澤常光（いしざわ ときみつ）（ 日本）
- 石田光洋（いしだ みつひろ）（ 日本）
- 石橋佳大（いしばし けいた）（ 日本）
- 石原夜叉坊（いしはら やしゃぼう）（ 日本）
- 石渡伸太郎（いしわたり しんたろう）（ 日本）
- 泉浩（いずみ ひろし）（ 日本）
- イスラエル・アデサンヤ（ ナイジェリア）
- イスラム・マカチェフ（ ロシア）
- 市原海樹（いちはら みのき）（ 日本）
- イ・テヒョン（ 韓国）
- 伊藤空也（いとう くうや）（ 日本）
- 伊藤盛一郎（いとう せいいちろう）（ 日本）
- 伊藤崇文（いとう たかふみ）（ 日本）
- 伊藤博之（いとう ひろゆき）（ 日本）
- 伊藤裕樹（いとう ゆうき）（ 日本）
- 稲垣克臣（いながき かつおみ）（ 日本）
- 稲津航（いなつ わたる）（ 日本）
- 井上克也（いのうえ かつや）（ 日本）
- 井上誠午（いのうえ せいご）（ 日本）
- 井上直樹（いのうえ なおき）（ 日本）
- 井上学（いのうえ まなぶ）（ 日本）
- イブラヒム・マゴメドフ（ ロシア）
- 今成正和（いまなり まさかず）（ 日本）
- イ・ミョンジュ（ 韓国）
- イム・ジュンス（ 韓国）
- イライアス・テオドロウ（ カナダ）
- イリア・トプリア（ ジョージア）
- イリー・プロハースカ（ チェコ）
- 入江秀忠（いりえ ひでただ）（ 日本）
- イリューヒン・ミーシャ（ ロシア）
- イリル・ラティフィ（ スウェーデン）
- 岩木秀之（いわき ひでゆき）（ 日本）
- 岩崎大河（いわさき たいが）（ 日本）
- イ・ギルウ（ 韓国）

### う
- ヴァーノン"タイガー"ホワイト（ アメリカ合衆国）
- ヴァグネイ・ファビアーノ（ ブラジル）
- ヴァリッジ・イズマイウ（ ブラジル）
- ヴァレンタイン・オーフレイム（ オランダ）
- ヴァンダレイ・シウバ（ ブラジル）
- ウィウソン・ゴヴェイア（ ブラジル）
- ヴィニシウス・"ヴィニー"・マガリャエス（ ブラジル）
- ヴィトー・ミランダ（ ブラジル）
- ヴィラミー・シケリム（ ブラジル）
- ウィリー・ウィリアムス（ アメリカ合衆国）
- ウィルソン・ヘイス（ ブラジル）
- ウェズ・シムズ（ アメリカ合衆国）
- ウェズリー"キャベージ"コレイラ（ アメリカ合衆国）
- ヴォルカン・オーズデミア（ スイス）
- 上迫博仁（うえさこ ひろと）（ 日本）
- 上田将勝（うえだ まさかつ）（ 日本）
- 上田幹雄（うえだ みきお）（ 日本）
- 植田豊（うえだ ゆたか）（ 日本）
- 植松直哉（うえまつ なおや）（ 日本）
- 上山知暁（うえやま ともあき）（ 日本）
- 上山龍紀（うえやま りゅうき）（ 日本）
- 魚井フルスイング（うおい フルスイング）（ 日本）
- ヴォルク・アターエフ（ ロシア）
- ヴォルク・ハン（ ロシア）
- ウォルト・ハリス（ アメリカ合衆国）
- 牛久絢太郎（うしく じゅんたろう）（ 日本）
- 碓氷早矢手（うすい はやて）（ 日本）
- 臼田育男（うすだ いくお）（ 日本）
- 臼田勝美（うすだ かつみ）（ 日本）
- ウスマン・ヌルマゴメドフ（ ロシア）
- 宇野薫（うの かおる）（ 日本）
- ウマル・ヌルマゴメドフ（ ロシア）
- URAKEN（うらけん）（宇良健吾）（ 日本）
- ウラジミール・マティシェンコ（ ベラルーシ）
- 瓜田幸造（うりた こうぞう）（ 日本）
- 漆谷康宏（うるしたに やすひろ）（ 日本）

### え
- エイドリアン・ヤネス（ アメリカ合衆国）
- エイブル・カラム（ アメリカ合衆国）
- エヴァン・タナー（ アメリカ合衆国）
- エヴァン・ダナム（ アメリカ合衆国）
- エヴァンゲリスタ・サイボーグ（ ブラジル）
- AJ・マッキー（ アメリカ合衆国）
- エジソン・ドラゴ（ ブラジル）
- エジソン・バルボーザ（ ブラジル）
- エディ・アルバレス（ アメリカ合衆国）
- エディ・サンチェス（ アメリカ合衆国）
- エディ・ワインランド（ アメリカ合衆国）
- エド・ハーマン（ アメリカ合衆国）
- エドメン・シャバージアン（ アメリカ合衆国）
- エフレイン・エスクデロ（ メキシコ）
- エベンゼール・フォンテス・ブラガ（ ブラジル）
- エマニュエル・ヤーブロー（ アメリカ合衆国）
- エメリヤーエンコ・アレキサンダー（ ロシア）
- エメリヤーエンコ・ヒョードル（ ロシア）
- エリカス・ペトライティス（ リトアニア）
- エリク・アンダース（ アメリカ合衆国）
- エリック・コク（ アメリカ合衆国）
- エリック・シウバ（ ブラジル）
- エリック・パーソン（ アメリカ合衆国）
- エルヴィス・シノシック（ オーストラリア）
- L.C.デイヴィス（ アメリカ合衆国）
- エルダリ・クルタニーゼ（ ジョージア）
- エルメス・フランカ（ ブラジル）
- エンセン井上（エンセン いのうえ）（ アメリカ合衆国）
- 遠藤大翼（えんどう だいすけ）（ 日本）
- 遠藤雄介（えんどう ゆうすけ）（ 日本）

### お
- オヴィンス・サンプルー（ ハイチ）
- オ・ウォンジン（ 韓国）
- 大石幸史（おおいし こうじ）（ 日本）
- 大石真丈（おおいし まさひろ）（ 日本）
- 扇久保博正（おおぎくぼ ひろまさ）（ 日本）
- 大沢ケンジ（おおさわ けんじ）（ 日本）
- 大澤茂樹（おおさわ しげき）（ 日本）
- オースティン・ヴァンダーフォード（ アメリカ合衆国）
- 太田忍（おおた しのぶ）（ 日本）
- 太田将吾（おおた しょうご）（ 日本）
- 大塚隆史（おおつか たかふみ）（ 日本）
- 大原樹理（おおはら じゅり）（ 日本）
- 大山峻護（おおやま しゅんご）（ 日本）
- 岡嵜康悦（おかざき こうえつ）（ 日本）
- 岡田遼（おかだ りょう）（ 日本）
- 岡野裕城（おかの ゆうき）（ 日本）
- 岡見勇信（おかみ ゆうしん）（ 日本）
- 小川直也（おがわ なおや）（ 日本）
- 奥田正勝（おくだ まさかつ）（ 日本）
- 奥野"轟天"泰舗（おくの ごうてん たいすけ）（ 日本）
- 小椋誠志（おぐら せいじ）（ 日本）
- 越智晴雄（おち はるお）（ 日本）
- オットマン・アツァイター（ モロッコ）
- 帯谷信弘（おびや のぶひろ）（ 日本）
- オマリ・アフメドフ（ ロシア）
- 小見川道大（おみがわ みちひろ）（ 日本）
- オレッグ・タクタロフ（ ロシア）
- オデー・オズボーン（ ジャマイカ）

## か行

### か
- カーター・ウィリアムス（ アメリカ合衆国）
- カーティス・ブレイズ（ アメリカ合衆国）
- カート・ペレグリーノ（ アメリカ合衆国）
- カーメロ・マレロ（ アメリカ合衆国）
- カール・トゥーミィ（ オーストラリア）
- カーロス・コンディット（ アメリカ合衆国）
- カーロス・ニュートン（ イギリス領ヴァージン諸島）
- カーロス・バヘット（ ブラジル）
- カイ・カラ＝フランス（ ニュージーランド）
- 海飛 ( 日本)
- ガイ・メッツァー（ アメリカ合衆国）
- カイラー・フィリップス（ アメリカ合衆国）
- カイル・アグォン（ アメリカ合衆国）
- カク・ユンソブ（ 韓国）
- 風間敏臣（かざま としおみ）（ 日本）
- ガジエフ・アワウディン（ ロシア）
- 春日井“寒天”たけし（かすがい かんてん たけし）（ 日本）
- カステロ・ブランコ（ イギリス）
- 片岡亮（かたおか りょう）（ 日本）
- 勝村周一朗（かつむら しゅういちろう）（ 日本）
- 加藤惇（かとう　あつし）（ 日本）
- 加藤ケンジ（かとう けんじ）（ 日本）
- 加藤鉄史（かとう てつじ）（ 日本）
- 加藤友弥（かとう ともや）（ 日本）
- 加藤誠（かとう まこと）（ 日本）
- 門脇英基（かどわき ひでき）（ 日本）
- 金井一朗（かない いちろう）（ 日本）
- 金子賢（かねこ けん）（ 日本）
- 金原弘光（かねはら ひろみつ）（ 日本）
- 金原正徳（かねはら まさのり）（ 日本）
- 金原泰義（かねはら やすのり）（ 北朝鮮）
- 鹿又智成（かのまた ともなり）（ 日本）
- カブ・スワンソン（ アメリカ合衆国）
- ガブリエル・ゴンザーガ（ ブラジル）
- カマル・ウスマン（ ナイジェリア）
- カムザット・チマエフ（ スウェーデン）
- 亀田一鶴（かめだ いっかく）（ 日本）
- カラム・イブラヒム（ エジプト）
- カリブ・スターンズ（ カナダ）
- カルヴィン・ケイター（ アメリカ合衆国）
- カルシャガ・ダウトベック（ カザフスタン）
- カロ・パリジャン（ アルメニア）
- 火若津将軍（かわかつしょうぐん）（ 日本）
- 川口健次（かわぐち けんじ）（ 日本）
- 川口雄介（かわぐち ゆうすけ）（ 日本）
- 川尻達也（かわじり たつや）（ 日本）
- 川名TENCHO雄生（かわな　てんちょう　ゆうき）（ 日本）
- 河名真寿斗（かわな　ますと）（ 日本）
- 川原誠也（かわはら せいや）（ 日本）
- 川村亮（かわむら りょう）（ 日本）
- カン・ギョンホ（ 韓国）
- ガン・マッギー（ アメリカ合衆国）
- カン・リー（ アメリカ合衆国）
- 神田コウヤ（かんだ こうや）（ 日本）

### き
- キース・ジャーディン（ アメリカ合衆国）
- 木内崇雅（きうち たかまさ）（ 日本）
- ギガ・チカゼ（ ジョージア）
- 菊入正行（きくいり まさゆき）（ 日本）
- 菊田早苗（きくた さなえ）（ 日本）
- 菊地昭（きくち あきら）（ 日本）
- 菊野克紀（きくの かつのり）（ 日本）
- キコ・ロペス（ アメリカ合衆国）
- 岸本泰昭（きしもと やすあき）（ 日本）
- 北尾光司（きたの こうじ）（ 日本）
- 北岡悟（きたおか さとる）（ 日本）
- 北方大地（きたかた だいち）（ 日本）
- 木下憂朔（きのした ゆうさく）（ 日本）
- キム・ジョンウォン（ 韓国）
- キム・ジョンマン（ 韓国）
- キム・ジョンワン（金宗王）（ 韓国）
- キム・スーチョル（ 韓国）
- キム・デウォン（ 韓国）
- キム・ドヒョン（ 韓国）
- キム・ドンウック（ 韓国）
- キム・ドンヒョン（ 韓国）
- キム・ミンス（ 韓国）
- 木村浩一郎（きむら こういちろう）（ 日本）
- キモ・レオポルド（ アメリカ合衆国）
- ギャビン・タッカー（ カナダ）
- ギルバート・アイブル（ オランダ）
- ギルバート・バーンズ（ ブラジル）
- ギルバート・メレンデス（ アメリカ合衆国）
- キング・モー（ アメリカ合衆国）
- 金泰泳（きん たいえい）（ 日本）
- 金太郎 （きんたろう）（ 日本）
- キンボ・スライス（ バハマ）

### く
- クイントン・"ランペイジ"・ジャクソン（ アメリカ合衆国）
- グザヴィエ・フパ＝ポカム（プロフェッサーX）（ フランス）
- クシシュトフ・ソシンスキー（ カナダ）
- グスタボ・シム（ ブラジル）
- グッドマン田中（ 日本）
- 國奥麒樹真（くにおく きうま）（ 日本）
- 久保健太（くぼ けんた）（ 日本）
- 久保優太（くぼ ゆうた）（ 日本）
- 熊澤伸哉（くまざわ しんや）（ 日本）
- 久米鷹介（くめ たかすけ）（ 日本）
- クラウスレイ・グレイシー（ ブラジル）
- クラウディオ・プエレス（ ペルー）
- 倉本一真（くらもと かずま）（ 日本）
- グラント・ドーソン（ アメリカ合衆国）
- グラント・ボグダノフ（ アメリカ合衆国）
- クリス・ウェイド（ アメリカ合衆国）
- クリス・カーティス（ アメリカ合衆国）
- クリス・ワイドマン（ アメリカ合衆国）
- クリス・カリアソ（ アメリカ合衆国）
- クリス・ドーカス（ アメリカ合衆国）
- クリス・ドールマン（ オランダ）
- クリストフ・ヨトゥコ（ ポーランド）
- クリス・ホロデッキー（ カナダ）
- クリス・ブレナン（ アメリカ合衆国）
- クリス・マニュエル（ アメリカ合衆国）
- クリス・ライトル（ アメリカ合衆国）
- クリス・リーベン（ アメリカ合衆国）
- クリスチャーノ・マルセロ（ ブラジル）
- クリスチャン・ウェリッシュ（ ハンガリー）
- クリストフ・ミドゥ（ フランス）
- クリストファー・ヘイズマン（ オーストラリア）
- クレイ・グイダ（ アメリカ合衆国）
- クレイ・フレンチ（ アメリカ合衆国）
- グレイ・メイナード（ アメリカ合衆国）
- グレイゾン・チバウ（ ブラジル）
- グレゴール・ガレスピー（ アメリカ合衆国）
- グレゴリー・ブーシェラゲム（ フランス）
- グレッグ・ハーディ（ アメリカ合衆国）
- クレベル・コイケ（ ブラジル）
- グローバー・テイシェイラ（ ブラジル）
- 桑原卓也（くわばら たくや）（ 日本）
- グンナー・ネルソン（ アイスランド）

### け
- KG心斗（ケージー しんと）（ 日本）
- KJ・ヌーンズ（ アメリカ合衆国）
- ゲーリー・グッドリッジ（ トリニダード・トバゴ）
- ケイオス・ウィリアムズ（ アメリカ合衆国）
- ケイシー・ケニー（ アメリカ合衆国）
- ケイン・ヴェラスケス（ アメリカ合衆国）
- ゲガール・ムサシ（ オランダ）
- ケスタティス・スミルノヴァス（ リトアニア）
- ケニー・フロリアン（ アメリカ合衆国）
- ケヴィン・バーンズ（ アメリカ合衆国）
- ケビン・ホランド（ アメリカ合衆国）
- ケビン・ランデルマン（ アメリカ合衆国）
- ケビン・リー（ アメリカ合衆国）
- ケルヴィン・ガステラム（ アメリカ合衆国）
- 謙吾（けんご）（ 日本）
- ケン・シャムロック（ アメリカ合衆国）
- ケンドール・グローブ（ アメリカ合衆国）

### こ
- ゴイチ・ヤマウチ（ ブラジル）
- コーチキン・ユーリ（ ロシア）
- コーディー・スタマン（ アメリカ合衆国）
- コーディ・ガーブラント（ アメリカ合衆国）
- コート・マッギー（ アメリカ合衆国）
- コーリー・アンダーソン（ アメリカ合衆国）
- コーリー・サンドヘイゲン（ アメリカ合衆国）
- コール・エスコヴィード（ アメリカ合衆国）
- コール・ミラー（ アメリカ合衆国）
- 小池秀信（こいけ ひでのぶ）（ 日本）
- 高阪剛（こうさか つよし）（ 日本）
- 郷野聡寛（ごうの あきひろ）（ 日本）
- 河野真幸（こうの まさゆき）（ 日本）
- 小金翔（こがね しょう）（ 日本）
- 木暮聡（こぐれ さとる）（ 日本）
- 小谷直之（こたに なおゆき）（ 日本）
- KODO（コドー）（ 日本）
- コナー・マクレガー（ アイルランド）
- 小林歩（こばやし あゆむ）（ 日本）
- 駒杵嵩大（こまきね たかひろ）（ 日本）
- 五味隆典（ごみ たかのり）（ 日本）
- 小森亮介（こもり りょうすけ）（ 日本）
- 児山佳宏（こやま よしひろ）（ 日本）
- ゴラン・レルジッチ（ クロアチア）
- コリー・グラント（ アメリカ合衆国）
- コルビー・コヴィントン（ アメリカ合衆国）
- CORO（コロ）（ 日本）
- 近藤定男（こんどう さだお）（ 日本）
- 近藤有己（こんどう ゆうき）（ 日本）

## さ行

### さ
- サイード・ヌルマゴメドフ（ ロシア）
- 雑賀“ヤン坊”達也（さいか ヤンぼう たつや）（ 日本）
- 齋藤裕俊（さいとう ひろとし）（ 日本）
- 斎藤裕（さいとう ゆたか）（ 日本）
- 齊藤曜（さいとう よう）（ 日本）
- サヴァン・ヤング（ アメリカ合衆国）
- サウロ・ヒベイロ（ ブラジル）
- 竿本樹生（さおもと たつき）（ 日本）
- 坂口征夫（さかぐち ゆきお）（ 日本）
- 坂田亘（さかた わたる）（ 日本）
- 桜井"マッハ"速人（さくらい マッハ はやと）（ 日本）
- 桜井隆多（さくらい りゅうた）（ 日本）
- 桜木裕司（さくらぎ ゆうじ）（ 日本）
- 桜庭和志（さくらば かずし）（ 日本）
- 佐々木憂流迦（ささき うるか）（ 日本）
- 佐々木恭介（ささき きょうすけ）（ 日本）
- 佐々木信治（ささき しんじ）（ 日本）
- 佐々木有生（ささき ゆうき）（ 日本）
- SASUKE（サスケ）（ 日本）
- ザック・マコウスキー（ アメリカ合衆国）
- 佐藤将光（さとう しょうこう）（ 日本）
- 佐藤天（さとう たかし）（ 日本）
- 佐藤豪則（さとう たけのり）（ 日本）
- 佐藤光留（さとう ひかる）（ 日本）
- 佐藤光芳（さとう みつよし）（ 日本）
- 佐藤洋一郎（さとう よういちろう）（ 日本）
- 佐藤ルミナ（さとう ルミナ）（ 日本）
- 佐野哲也（さの てつや）（ 日本）
- ザビアー・ルーカス（ 南アフリカ共和国）
- ザビット・マゴメドシャリポフ（ ロシア）
- ザ・プレデター（ アメリカ合衆国）
- サム・グレコ（ オーストラリア）
- サム・スタウト（ カナダ）
- 猿丸ジュンジ（さるまる ジュンジ）（ 日本）
- サンチアゴ・ポンジニッビオ（ アルゼンチン）

### し
- シーク・コンゴ（ フランス）
- シーザー・グレイシー（ ブラジル）
- CB・ダラウェイ（ アメリカ合衆国）
- ジーン・シウバ（ ブラジル）
- シアー・バハドゥルザダ（ アフガニスタン）
- ジヴァニウド・サンターナ（ ブラジル）
- ジェイク・エレンバーガー（ アメリカ合衆国）
- ジェイク・オブライエン（ アメリカ合衆国）
- ジェイク・シールズ（ アメリカ合衆国）
- ジェイソン・アイルランド（ アメリカ合衆国）
- ジェイソン・デイ（ カナダ）
- ジェイソン・デルーシア（ アメリカ合衆国）
- ジェイソン・ハイ（ アメリカ合衆国）
- ジェイソン・ブラック（ アメリカ合衆国）
- ジェイソン・マクドナルド（ カナダ）
- ジェイソン・ミラー（ アメリカ合衆国）
- ジェイソン・ランバート（ アメリカ合衆国）
- ジェイ・ヒエロン（ アメリカ合衆国）
- ジェイミー・ヴァーナー（ アメリカ合衆国）
- シェイン・カーウィン（ アメリカ合衆国）
- ジェームス・アーヴィン（ アメリカ合衆国）
- ジェームス・ウィルクス（ イギリス）
- ジェームス・ジキック（ イギリス）
- ジェームス・トンプソン（ イギリス）
- ジェームス・リー（ アメリカ合衆国）
- シェーン・ブルゴス（ アメリカ合衆国）
- ジェシー・テイラー（ アメリカ合衆国）
- ジェシアス・カバウカンチ（ ブラジル）
- ジェス・リアウディン（ フランス）
- ジェフ・カラン（ アメリカ合衆国）
- ジェフ・ニール（ アメリカ合衆国）
- ジェフ・モンソン（ アメリカ合衆国）
- ジェフリー・モリーナ（ アメリカ合衆国）
- ジェラルド・ゴルドー（ オランダ）
- ジェラルド・マーシャート（ アメリカ合衆国）
- ジェレミー・スティーブンス（ アメリカ合衆国）
- ジェレミー・ホーン（ アメリカ合衆国）
- ジェレル・ヴェネチアン（ オランダ）
- ジェロム・レ・バンナ（ フランス）
- ジェンス・パルヴァー（ アメリカ合衆国）
- 志田幹（しだ みき）（ 日本）
- シバター（ 日本）
- 柴田勝頼（しばた かつより）（ 日本）
- シビサイ頌真（しびさい しょうま）（ 日本）
- 渋谷修身（しぶや おさみ）（ 日本）
- 渋谷莉孔（しぶや りく）（ 日本）
- ジミー・アンブリッツ（ アメリカ合衆国）
- ジミー・クルート（ オーストラリア）
- 清水清隆（しみず きよたか）（ 日本）
- 清水俊一（しみず しゅんいち）（ 日本）
- ジミ・マヌワ（ イギリス）
- ジム・ミューレン（ アメリカ合衆国）
- ジム・ミラー（ アメリカ合衆国）
- ジム・ヨーク（ ニュージーランド）
- 下川雄生（しもかわ ゆうせい）（ 日本）
- 下石康太（しもいし こうた）（ 日本）
- ジャイアント落合（ジャイアント おちあい）（ 日本）
- ジャイアント・シルバ（ ブラジル）
- ジャスティン・エイラーズ（ アメリカ合衆国）
- ジャスティン・ゲイジー（ アメリカ合衆国）
- ジャスティン・レヴェンス（ アメリカ合衆国）
- ジャダンバ・ナラントンガラグ（ モンゴル）
- ジャック・ショア（ ウェールズ）
- ジャックナイフツネオ（ 日本）
- ジャック・ハーマンソン（ ノルウェー）
- シャノン・リッチ（ アメリカ合衆国）
- シャフカト・ラフモノフ（ カザフスタン）
- ジャマール・ヒル（ アメリカ合衆国）
- シャミル・アブドゥラヒモフ（ ロシア）
- ジャルジーニョ・ホーゼンストライク（ スリナム）
- シャルル・ジョーデイン（ カナダ）
- ジャレッド・キャノニア（ アメリカ合衆国）
- ジャレッド・ブルックス（ アメリカ合衆国）
- シャンジ・ヒベイロ（ ブラジル）
- ジャン・ティエカン（ 中国）
- ジュシー・フォルミーガ（ ブラジル）
- ジュニア・タファ（ オーストラリア）
- ジュニオール・ドス・サントス（ ブラジル）
- ジョー・ウォーレン（ アメリカ合衆国）
- ジョー・スティーブンソン（ アメリカ合衆国）
- ジョー・ソト（ アメリカ合衆国）
- ジョー・ドークセン（ カナダ）
- ジョー・ピアソン（ アメリカ合衆国）
- ジョー・リッグス（ アメリカ合衆国）
- ジョー・ローゾン（ アメリカ合衆国）
- ジョーイ・ヴィラセニョール（ アメリカ合衆国）
- ジョーイ・デイヴィス（ アメリカ合衆国）
- ジョージ・ソテロポロス（ オーストラリア）
- ジョージ・ランドルフ（ アメリカ合衆国）
- ショーニー・カーター（ アメリカ合衆国）
- ショーン・オヘア（ アメリカ合衆国）
- ショーン・オマリー（ アメリカ合衆国）
- ショーン・シャーク（ アメリカ合衆国）
- ショーン・ストリックランド（ アメリカ合衆国）
- ショーン・ブレイディ（ アメリカ合衆国）
- ジョイユ・デ・オリベイラ（ ブラジル）
- 昇侍（しょうじ）（ 日本）
- 小路晃（しょうじ あきら）（ 日本）
- 小路伸亮（しょうじ しんすけ）（ 日本）
- 正城ユウキ（しょうじょう ゆうき）（ 日本）
- ジョシュ・エメット（ アメリカ合衆国）
- ジョシュ・グリスピ（ アメリカ合衆国）
- ジョシュ・コスチェック（ アメリカ合衆国）
- ジョシュ・トムソン（ アメリカ合衆国）
- ジョシュ・ニアー（ アメリカ合衆国）
- ジョシュ・バークマン（ アメリカ合衆国）
- ジョシュ・バーネット（ アメリカ合衆国）
- ジョゼ・アルド（ ブラジル）
- ジョセフ・ベナビデス（ アメリカ合衆国）
- ジョナサン・グレ（ カナダ）
- ジョナサン・ブルッキンズ（ アメリカ合衆国）
- ジョニー・ウォーカー（ ブラジル）
- ジョニー・エブレン（ アメリカ合衆国）
- ジョニー・ケース（ アメリカ合衆国）
- ジョニー・フラシェ（ フランス）
- ジョニー・ヘンドリックス（ アメリカ合衆国）
- ジョルジ・グージェウ（ ブラジル）
- ジョルジ・サンチアゴ（ ブラジル）
- ジョルジ・パチーユ・マカコ（ ブラジル）
- ジョルジュ・サンピエール（ カナダ）
- ジョン・ジョーンズ（ アメリカ合衆国）
- ジョン・チャンソン（ 韓国）
- ジョン・ドッドソン（ アメリカ合衆国）
- ジョン・ハザウェイ（ イギリス）
- ジョン・ハワード（ アメリカ合衆国）
- ジョン・フィッチ（ アメリカ合衆国）
- ジョン・ブルミン（ オランダ）
- ジョン・モラガ（ アメリカ合衆国）
- ジョン・ヨンサム（ 韓国）
- ジョン・リネカー（ ブラジル）
- 白井祐矢（しらい ゆうや）（ 日本）
- 白川陸斗（しらかわ りくと）（ 日本）
- シリル・ガーヌ（ フランス）
- シリル・ディアバテ（ザ・スネーク）（ フランス）
- 辛拉麺（シン・ラーメン）（ 韓国）
- 神龍誠（しんりゅう まこと）（ 日本）

### す
- 菅原伊織（すがわら いおり）（ 日本）
- 杉山和史（すぎやま かつし）（ 日本）
- ズール（ ブラジル）
- 杉江"アマゾン"大輔（すぎえ アマゾン だいすけ）（ 日本）
- 杉山廣平（すぎやま こうへい）（ 日本）
- スコット・スミス（ アメリカ合衆国）
- スコット・ヨルゲンセン（ アメリカ合衆国）
- 鈴木千裕（すずき ちひろ）（ 日本）
- 鈴木隼人（すずき はやと）（ 日本）
- 鈴木博昭（すずき ひろあき）（ 日本）
- 鈴木みのる（すずき みのる）（ 日本）
- スタイプ・ミオシッチ（ アメリカ合衆国）
- 須田匡昇（すだ まさのり）（ 日本）
- スタニスラブ・ネドコフ（ ブルガリア）
- スダリオ剛（スダリオ つよし）（ 日本）
- スティーブ・ウィリアムス（ アメリカ合衆国）
- スティーヴ・キャントウェル（ アメリカ合衆国）
- スティーブン・トンプソン（ アメリカ合衆国）
- スティーペ・ミオシッチ（ アメリカ合衆国）
- ステファン・ストルーフェ（ オランダ）
- ステファン・パーリング（ アメリカ合衆国）
- ステファン・ボナー（ アメリカ合衆国）
- ステファン・レコ（ ドイツ）
- 須藤元気（すどう げんき）（ 日本）
- ストラッサー起一（ストラッサー きいち）（ 日本）
- 砂辺光久（すなべ みつひさ）（ 日本）
- ズバイラ・ツフゴフ（ ロシア）
- スペンサー・フィッシャー（ アメリカ合衆国）
- ス・ムダルジ（ 中国）

### せ
- 関鉄矢（せき てつや）（ 日本）
- 関根“シュレック”秀樹（せきね シュレック ひでき）（ 日本）
- 関原翔（せきはら しょう）（ 日本）
- セス・ペトルゼリ（ アメリカ合衆国）
- セミー・シュルト（ オランダ）
- ゼルグ"弁慶"ガレシック（ クロアチア）
- セルゲイ・ゴリアエフ（ ロシア）
- セルゲイ・スピバック（ モルドバ）
- セルゲイ・パブロビッチ（ ロシア）
- セルゲイ・ハリトーノフ（ ロシア）
- セルジオ・ペティス（ アメリカ合衆国）
- 仙三（せんぞう）（ 日本）
- 戦闘竜（せんとりゅう）（ アメリカ合衆国）

### そ
- ソクジュ（ カメルーン）
- ソディック・ユサフ（ ナイジェリア）
- 祖根寿麻（そね かずま）（ 日本）
- 征矢貴（そや たかき）（ 日本）
- 孫煌進（そん ふぁんじん）（ 日本）
- ソン・ヤドン（ 中国）

## た行

### た
- ターレス・レイチ（ ブラジル）
- タイガー石井（たいがー いしい）（ ブラジル）
- TAISHO（タイショウ）（ 日本）
- 太志朗（たいしろう）（ 日本）
- タイソン・グリフィン（ アメリカ合衆国）
- タイ・トゥイバサ（ オーストラリア）
- 平良達郎（たいら たつろう）（ 日本）
- 平直行（たいら なおゆき）（ 日本）
- タイロン・ウッドリー（ アメリカ合衆国）
- ダヴィド・ハハレイシヴィリ（ ジョージア）
- タウンセンド・ソーンダース（ アメリカ合衆国）
- タカ・クノウ（ 日本）
- 高木健太（たかぎ けんた）（ 日本）
- 高木凌 （たかぎ りょう）（ 日本）
- 貴賢神（たかけんしん）（ 日本）
- 高瀬大樹（たかせ だいじゅ）（ 日本）
- 鷹辰（たかたつ）（ 日本）
- 高田延彦（たかだ のぶひこ）（ 日本）
- 高橋和生（たかはし かずお）（ 日本）
- 高谷裕之（たかや ひろゆき）（ 日本）
- 高山善廣（たかやま よしひろ）（ 日本）
- 瀧川リョウ（たきがわ りょう）（ 日本）
- 瀧澤謙太（たきざわ けんた）（ 日本）
- 瀧本誠（たきもと まこと）（ 日本）
- タギル・ウランベコフ（ ロシア）
- ダグ・マーシャル（ アメリカ合衆国）
- タクミ（中山巧）（ 日本）
- ダグラス・シウバ・ジ・アンドラージ（ ブラジル）
- 竹内出（たけうち いづる）（ 日本）
- 武田光司（たけだ こうじ）（ 日本）
- 田澤聡（たざわ そう）（ 日本）
- ダスティン・オーティス（ アメリカ合衆国）
- ダスティン・ジャコビー（ アメリカ合衆国）
- ダスティン・ヘイズレット（ アメリカ合衆国）
- ダスティン・ポイエー（ アメリカ合衆国）
- 大刀光電右エ門（たちひかり でんえもん）（ 日本）
- 巽宇宙（たつみ うちゅう）（ 日本）
- タナー・ボーザー（ カナダ）
- タナー・ロレンツォ（ アメリカ合衆国）
- 田中章仁（たなか あきひと）（ 日本）
- 田中半蔵（たなか はんぞう）（ 日本）
- 田中路教（たなか みちのり）（ 日本）
- ダニエル・アカーシオ（ ブラジル）
- ダニエル・グレイシー（ ブラジル）
- ダニエル・コーミエ（ アメリカ合衆国）
- ダニエル・ピューダー（ アメリカ合衆国）
- ダニエル・ロドリゲス（ アメリカ合衆国）
- 田沼良介（たぬま りょうすけ）（ 日本）
- 田馬場貴裕（たばば　たかひろ）（ 日本）
- 田原しんぺー（たはら しんぺー）（ 日本）
- ダビッド・ドボジャーク（ チェコ）
- 玉海力剛（たまかいりき つよし）（ 日本）
- ダマルケス・ジョンソン（ アメリカ合衆国）
- ダミアン・ブラウン（ オーストラリア）
- ダミアン・リシオ（ フランス）
- ダミル・イスマグロフ（ ロシア）
- タムダン・マクローリー（ アメリカ合衆国）
- 田村彰敏（たむら あきとし）（ 日本）
- 田村一聖（たむら いっせい）（ 日本）
- 田村潔司（たむら きよし）（ 日本）
- ダリウス・スクリアウディス（ リトアニア）
- ダリオン・コールドウェル（ アメリカ合衆国）
- ダリル・スクーノヴァー（ アメリカ合衆国）
- ダリオン・ルイス（ アメリカ合衆国）
- ダレン・エルキンス（ アメリカ合衆国）
- ダレン・ティル（ イングランド）
- ダロン・クルックシャンク（ アメリカ合衆国）
- ダン・イゲ（ アメリカ合衆国）
- タンク・アボット（ アメリカ合衆国）
- ダン・スバーン（ アメリカ合衆国）
- ダン・ハーディー（ イギリス）
- ダン・フッカー（ ニュージーランド）
- ダン・ヘンダーソン（ アメリカ合衆国）
- ダン・ボビッシュ（ アメリカ合衆国）
- ダン・ホーンバックル（ アメリカ合衆国）
- ダン・ミラー（ アメリカ合衆国）

### ち
- チアゴ・アウベス（ ブラジル）
- チアゴ・サントス（ ブラジル）
- チアゴ・シウバ（ ブラジル）
- チアゴ・タバレス（ ブラジル）
- チェ・ドゥホ（ 韓国）
- チェ・ホンマン（ 韓国）
- チェ・ムベ（ 韓国）
- チェイス・ビービー（ アメリカ合衆国）
- チェール・ソネン（ アメリカ合衆国）
- チャールズ・オリベイラ（ ブラジル）
- チャールズ・"クレイジー・ホース"・ベネット（ アメリカ合衆国）
- チャド・バノン（ アメリカ合衆国）
- チャック・リデル（ アメリカ合衆国）
- チョ・ジョンファン（ 韓国）
- 長南亮（ちょうなん りょう）（ 日本）
- チョン・ダウン（ アメリカ合衆国）
- チョン・ブギョン（ 韓国）

### つ
- 土屋大喜（つちや たいき）（ 日本）
- 鶴巻伸洋（つるまき のぶひろ）（ 日本）
- 鶴屋浩（つるや ひろし）（ 日本）
- 鶴屋怜（つるや れい）（ 日本）

### て
- ティアゴ・モイゼス（ アメリカ合衆国）
- DJ.taiki（ディージェー たいき）（ 日本）
- TJ・ディラショー（ アメリカ合衆国）
- ディエゴ・サンチェス（ アメリカ合衆国）
- ディエゴ・フェレイラ（ ブラジル）
- ディック・フライ（ オランダ）
- ティト・オーティズ（ アメリカ合衆国）
- デイビッド・ガードナー（ アメリカ合衆国）
- デイブソン・フィゲイレード（ ブラジル）
- デイブ・ハーマン（ アメリカ合衆国）
- デイブ・メネー（ アメリカ合衆国）
- ティム・エリオット（ アメリカ合衆国）
- ティム・シルビア（ アメリカ合衆国）
- ティム・ボッシュ（ アメリカ合衆国）
- ティモシー・ジョンソン（ アメリカ合衆国）
- テイラ・トゥリ（ アメリカ合衆国）
- ディン・トーマス（ アメリカ合衆国）
- ディーン・リスター（ アメリカ合衆国）
- 徹肌ィ郎（てつ はだいろう）（ 日本）
- デニス・カーン（ 韓国）
- デニス・シヴァー（ ドイツ）
- デニス・バミューデス（ アメリカ合衆国）
- デニス・ホールマン（ アメリカ合衆国）
- デビッド・テレル（ アメリカ合衆国）
- デビッド・ベルクヘーデン（ スウェーデン）
- デビッド・ロワゾー（ カナダ）
- デミアン・マイア（ ブラジル）
- デメトリアス・ジョンソン（ アメリカ合衆国）
- テリー・エティム（ イギリス）
- テリー・マーティン（ アメリカ合衆国）
- デリック・ルイス（ アメリカ合衆国）
- デレク・ブランソン（ アメリカ合衆国）
- テンギズ・テドラゼ（ ジョージア）
- 天突頑丈（てんつく がんじょう）（ 日本）

### と
- 戸井田カツヤ（といだ かつや）（ 日本）
- ドゥエイン・ラドウィック（ アメリカ合衆国）
- ドゥグラス・リマ（ ブラジル）
- 冨樫健一郎（とがし けんいちろう）（ 日本）
- 渡慶次幸平（とけし こうへい）（ 日本）
- 所英男（ところ ひでお）（ 日本）
- ドス・カラス・ジュニア（ メキシコ）
- どすこい羅頭魔勢（ ジョージア）
- トッド・ダフィー（ アメリカ合衆国）
- トッド・ヘイズ（ アメリカ合衆国）
- ドナルド・セラーニ（ アメリカ合衆国）
- トニー・ファーガソン（ アメリカ合衆国）
- 外岡真徳（とのおか まさのり）（ 日本）
- トビー・イマダ（ アメリカ合衆国）
- トフィック・ムサエフ（ アゼルバイジャン）
- ドマジョフ・オスタジック（ クロアチア）
- ドミニク・クルーズ（ アメリカ合衆国）
- ドミニク・レイエス（ アメリカ合衆国）
- トム・アスピナル（ イングランド）
- トム・エリクソン（ アメリカ合衆国）
- トム・ハワード（ アメリカ合衆国）
- 豊永稔（とよなが みのる）（ 日本）
- トラヴィス・ビュー（ アメリカ合衆国）
- トラヴィス・ブラウン（ アメリカ合衆国）
- トラヴィス・フルトン（ アメリカ合衆国）
- トラヴィス・ルター（ アメリカ合衆国）
- ドリュー・ドーバー（ アメリカ合衆国）
- 鳥生将大（とりゅう まさひろ）（ 日本）
- ドルゴルスレン・スミヤバザル（ モンゴル）
- トルネード・ソン（ 韓国）
- ドリュー・マクフェドリーズ（ アメリカ合衆国）
- トレイ・テリグマン（ アメリカ合衆国）
- トレヴァー・プラングリー（ 南アフリカ共和国）
- トロイ・マンダロニス（ アメリカ合衆国）
- ドン・フライ（ アメリカ合衆国）

## な行

### な
- 内藤征弥（ないとう ゆきや）（ 日本）
- 長井満也（ながい みつや）（ 日本）
- 中井祐樹（なかい ゆうき）（ 日本）
- 中尾受太郎（なかお じゅたろう）（ 日本）
- 中尾"KISS"芳広（なかお よしひろ）（ 日本）
- 中蔵隆志（なかくら たかし）（ 日本）
- 長倉立尚（ながくら たつなお）（ 日本）
- 長島☆自演乙☆雄一郎（ながしま じえんおつ ゆういちろう）（ 日本）
- 中田大貴（なかだ ひろたか）（ 日本）
- 永田克彦（ながた かつひこ）（ 日本）
- 永田裕志（ながた ゆうじ）（ 日本）
- 中務修良（なかつかさ のぶよし）（ 日本）
- 中西裕一（なかにし ゆういち）（ 日本）
- 中西良行（なかにし よしゆき）（ 日本）
- 中原太陽（なかはら たいよう）（ 日本）
- 中原由貴（なかはら よしき）（ 日本）
- 中村"アイアン"浩士（なかむら"アイアン"ひろし）（ 日本）
- 中村和裕（なかむら かずひろ）（ 日本）
- 中村K太郎（なかむら けいたろう）（ 日本）
- 中村憲輔（なかむら けんすけ）（ 日本）
- 中邑真輔（なかむら しんすけ）（ 日本）
- 中村大介（なかむら だいすけ）（ 日本）
- 中村浩士（なかむら ひろし）（ 日本）
- 中村優作（なかむら ゆうさく）（ 日本）
- 中村勇太（なかむら ゆうた）（ 日本）
- 中村倫也（なかむら りんや）（ 日本）
- ナッソーディン・イマボフ（ フランス）
- NavE（ナベ）（ 日本）
- ナム・ファン（ ベトナム）
- 滑川康仁（なめかわ やすひと）（ 日本）
- 成瀬昌由（なるせ まさゆき）（ 日本）

### に
- ニーノ"エルビス"シェンブリ（ ブラジル）
- 新美吉太郎（にいみ よしたろう）（ 日本）
- 新居すぐる（にい すぐる）（ 日本）
- ニール・マグニー（ アメリカ合衆国）
- ニキータ・クリーロフ（ ウクライナ）
- ニコ・プライス（ アメリカ合衆国）
- ニコライ・ズーエフ（ ロシア）
- 西良典（にし よしのり）（ 日本）
- 西浦"ウィッキー"聡生（にしうら ウィッキー あきよ）（ 日本）
- 西川大和（にしかわ やまと）（ 日本）
- 西島洋介（にしじま ようすけ）（ 日本）
- 西谷大成（にしたに たいせい）（ 日本）
- ニック・ディアス（ アメリカ合衆国）
- ニック・デニス（ カナダ）
- ニック・トンプソン（ アメリカ合衆国）
- ニッセン・オスターネック（ アメリカ合衆国）
- 悠羽輝　／ 新村 優貴（にいむら ゆうき）（ 日本）

### ね
- ネイサン・クォーリー（ アメリカ合衆国）
- ネイト・ディアス（ アメリカ合衆国）
- ネイサン・マーコート（ アメリカ合衆国）
- ネイマン・グレイシー（ ブラジル）

### の
- 野地竜太（のじ りゅうた）（ 日本）
- 野尻和樹（のじり かずき）（ 日本）
- 野瀬翔平（のせ しょうへい）（ 日本）

## は行

### は
- パーキー（ 韓国）
- ハーブ・ディーン（ アメリカ合衆国）
- ハイアン・グレイシー（ ブラジル）
- パウエル・ナツラ（ ポーランド）
- ハウフ・グレイシー（ ブラジル）
- ハウリアン・パイバ（ ブラジル）
- パウロ・コスタ（ ブラジル）
- パウロ・チアゴ（ ブラジル）
- パウロ・フィリォ（ ブラジル）
- ハキーム・ダオドゥ（ カナダ）
- 萩原京平（はぎわら きょうへい）（ 日本）
- バス・ルッテン（ オランダ）
- 蓮實光（はすみ ひかる）（ 日本）
- 長谷川賢（はせがわ けん）（ 日本）
- 長谷川悟史（はせがわ さとし）（ 日本）
- 長谷川秀彦（はせがわ ひでひこ）（ 日本）
- バタービーン（ アメリカ合衆国）
- パット・カラン（ アメリカ合衆国）
- パット・サバティーニ（ アメリカ合衆国）
- パット・ミレティッチ（ アメリカ合衆国）
- パディ・ピンブレット（ イングランド）
- パトリシオ・ピットブル（ ブラジル）
- パトリッキー・フレイレ（ ブラジル）
- パトリック・コーテ（ カナダ）
- パトリック・スミス（ アメリカ合衆国）
- パトリック・バリー（ アメリカ合衆国）
- パトリック・ミックス（ アメリカ合衆国）
- 花澤大介（はなざわ だいすけ）（ 日本）
- ハニ・ヤヒーラ（ ブラジル）
- ハビエル・バスケス（ アメリカ合衆国）
- ハビブ・ヌルマゴメドフ（ ロシア）
- ハファエル・ドス・アンジョス（ ブラジル）
- ハファエル・アスンソン（ ブラジル）
- ハファエル・コルデイロ（ ブラジル）
- 浜中和宏（はまなか かずひろ）（ 日本）
- 濱村健（はまむら けん）（ 日本）
- ハリッド"ディ・ファウスト"（ ドイツ）
- Barbaro44（バルバロ フォーティーフォー）（ 日本）
- ハレック・グレイシー（ ブラジル）
- バレット・ヨシダ（ アメリカ合衆国）
- ハン・スーファン（ 韓国）
- ハンス・ナイマン（ オランダ）
- 葉山智昭（はやま ともあき）（ 日本）
- 原虎徹（はら こてつ）（ 日本）
- 原口央（はらぐち あきら）（ 日本）
- パンチィー山内（パンチィーやまうち）（ 日本）

### ひ
- BJ（ビージェー）（ 日本）
- BJ・ペン（ビージェーペン）（ アメリカ合衆国）
- ヒース・ヒーリング（ アメリカ合衆国）
- ピーター・グラハム（ オーストラリア）
- ピート・ウィリアムス（ アメリカ合衆国）
- 日沖発（ひおき はつ）（ 日本）
- ヒカルド・アルメイダ（ アメリカ合衆国）
- ヒカルド・アローナ（ ブラジル）
- ヒカルド・モラエス（ ブラジル）
- ヒカルド・リボーリオ（ ブラジル）
- ヒクソン・グレイシー（ ブラジル）
- ビクター・ヘンリー（ アメリカ合衆国）
- ビクトー・ベウフォート（ ブラジル）
- 久松勇二（ひさまつ ゆうじ）（ 日本）
- ビセンテ・ルケ（ ブラジル）
- ビターゼ・タリエル（ ジョージア）
- ビトー・"シャオリン"・ヒベイロ（ ブラジル）
- ビビアーノ・フェルナンデス（ ブラジル）
- ヒューストン・アレクサンダー（ アメリカ合衆国）
- ピョートル・ヤン（ ロシア）
- 平田直樹（ひらた なおき）（ 日本）
- 平本蓮（ひらもと れん）（ 日本）
- 平安孝行（ひらやす たかゆき）（ 日本）
- 廣田瑞人（ひろた みずと）（ 日本）
- 弘中邦佳（ひろなか くによし）（ 日本）
- ヒロヤ（ 日本）

### ふ
- ファイ・ファラモエ（ ニュージーランド）
- ファブリシオ・ヴェウドゥム（ ブラジル）
- ファブリシオ・"ピットブル"・モンテイロ（ ブラジル）
- ファビオ・シウバ（ ブラジル）
- ファビオ・"ネガォン"・ナシメント（ ブラジル）
- フアン・アーチュレッタ（ アメリカ合衆国）
- フィリップ・ノヴァー（ アメリカ合衆国）
- フィル・デイヴィス（ アメリカ合衆国）
- フィル・バローニ（ アメリカ合衆国）
- ファン・イェーロウ（ 中国）
- 風我（ 日本）
- フォレスト・グリフィン（ アメリカ合衆国）
- 深見智之（ふかみ ともゆき）（ 日本）
- 福島秀和（ふくしま ひでかず）（ 日本）
- 福田力（ふくだ りき）（ 日本）
- 福田龍彌（ふくだ りゅうや）（ 日本）
- 冨宅飛駈（ふけ たかく）（ 日本）
- 藤井克久（ふじい かつひさ）（ 日本）
- 藤井陸平（ふじい りくへい）（ 日本）
- 藤田和之（ふじた かずゆき）（ 日本）
- 藤田大和（ふじた やまと）（ 日本）
- 藤原敬典（ふじわら けいすけ）（ 日本）
- 不死身夜天慶（ふじみや てんけい）（ 日本）
- 船木誠勝（ふなき まさかつ）（ 日本）
- ブライアン・オルテガ（ アメリカ合衆国）
- ブライアン・ジョンストン（ アメリカ合衆国）
- ブライアン・スタン（ アメリカ合衆国）
- ブライアン・パードー（ アメリカ合衆国）
- ブライアン・バーバリーナ（ アメリカ合衆国）
- ブライアン・ボウルズ（ アメリカ合衆国）
- ブライアン・ローアンユー（ オランダ）
- ブラゴイ・イワノフ（ ブルガリア）
- ブライス・ミッチェル（ アメリカ合衆国）
- “ブラックパンサー”ベイノア（ アメリカ合衆国）
- ブラックマンバ（ カナダ）
- ブラッド・タヴァレス（ アメリカ合衆国）
- ブラッド・ピケット（ イギリス）
- ブラッド・リデル（ ニュージーランド）
- フランク・エドガー（ アメリカ合衆国）
- フランク・シャムロック（ アメリカ合衆国）
- フランク・トリッグ（ アメリカ合衆国）
- フランク・ミア（ アメリカ合衆国）
- フランシス・ガヌー（ カメルーン）
- ブランドン・ヴェラ（ アメリカ合衆国）
- ブランドン・ウルフ（ アメリカ合衆国）
- ブランドン・モレノ（ メキシコ）
- ブランドン・リー・ヒンクル（ アメリカ合衆国）
- ブランドン・ロイバル（ アメリカ合衆国）
- フレジソン・パイシャオン（ ブラジル）
- ブレット・ロジャース（ アメリカ合衆国）
- ブレンダン・アレン（ アメリカ合衆国）
- ブレンダン・シャウブ（ アメリカ合衆国）
- ブルー・ウルフ（ モンゴル）
- ブレント・プリムス（ アメリカ合衆国）
- ブロック・ラーソン（ アメリカ合衆国）
- ブロック・レスナー（ アメリカ合衆国）

### へ
- ペール・エクルンド（ スウェーデン）
- ヘクター・ロンバード（ キューバ）
- ペドロ・ヒーゾ（ ブラジル）
- ペドロ・ムニョス（ ブラジル）
- ヘナート・ヴェリッシモ（ ブラジル）
- ヘナート・モイカノ（ ブラジル）
- ヘナン・バラオン（ ブラジル）
- ベニール・ダリウシュ（ アメリカ合衆国）
- ベラル・ムハマッド（ アメリカ合衆国）
- ベルナール・アッカ（ コートジボワール）
- ヘルマン・レンティング（ オランダ）
- ペレ（ジョセ・ランディ・ジョンズ）（ ブラジル）
- ベン・アスクレン（ アメリカ合衆国）
- ベン・ソーンダース（ アメリカ合衆国）
- ベン・ヘンダーソン（ アメリカ合衆国）
- ベン・ロズウェル（ アメリカ合衆国）
- ベンジー・ラダック（ アメリカ合衆国）
- ヘンゾ・グレイシー（ ブラジル）
- ヘンリー・セフード（ アメリカ合衆国）

### ほ
- ホアキン・バックリー（ アメリカ合衆国）
- ポール・カフーン（ イギリス）
- ポール・クレイグ（ スコットランド）
- ホーレス・グレイシー（ ブラジル）
- ポアイ菅沼（ アメリカ合衆国）
- ホアン・"ジュカオン"・カルネイロ（ ブラジル）
- ホイス・グレイシー（ ブラジル）
- ホイラー・グレイシー（ ブラジル）
- 外薗晶敏（ほかぞの あきとし）（ 日本）
- 朴光哲（ぼく こうてつ）（ 韓国）
- ホジェリオ・ボントリン（ ブラジル）
- 星野勇二（ほしの ゆうじ）（ 日本）
- ホジマール・パリャーレス（ ブラジル）
- ホジャー・グレイシー（ ブラジル）
- ホドリゴ・グレイシー（ ブラジル）
- ホドリゴ・ダム（ ブラジル）
- ホナウド・ジャカレイ（ ブラジル）
- ホニス・トーヘス（ ブラジル）
- ボビー・オロゴン（ ナイジェリア）
- ボビー・グリーン（ アメリカ合衆国）
- ボビー・サウスワース（ アメリカ合衆国）
- ボビー・ラシュリー（ アメリカ合衆国）
- ボブ・サップ（ アメリカ合衆国）
- ホベルト・サトシ・ソウザ（ ブラジル）
- ホベルト・トラヴェン（ ブラジル）
- ポール・ケリー（ イギリス）
- ポール・テイラー（ イギリス）
- ポール・デイリー（ イギリス）
- ポール・フェルダー（ アメリカ合衆国）
- ポール・ブエンテロ（ アメリカ合衆国）
- 堀口恭司（ほりぐち きょうじ）（ 日本）
- ボリス・ジュリアスコフ（ ブルガリア）
- 堀鉄平（ほり てっぺい）（ 日本）
- 堀江圭功（ほりえ よしのり）（ 日本）
- ホルヘ・マスヴィダル（ アメリカ合衆国）
- ホルヘ・リベラ（ アメリカ合衆国）
- 本田良介（ほんだ りょうすけ）（ 日本）
- 本間聡（ほんま さとし）（ 日本）
- 本間祐輔（ほんま ゆうすけ）（ 日本）

## ま行

### ま
- マーヴィン・ヴェットーリ（ イタリア）
- マーカス・アウレリオ（ ブラジル）
- マーカス・ジョーンズ（ アメリカ合衆国）
- マーカス・デイヴィス（ アメリカ合衆国）
- マーク・ウィアー（ イギリス）
- マーク・エプスタイン（ イギリス）
- マーク・ケアー（ アメリカ合衆国）
- マーク・コールマン（ アメリカ合衆国）
- マーク・ハント（ ニュージーランド）
- マーク・ボーチェック（ カナダ）
- マーク・ホーミニック（ カナダ）
- マーク・ムニョス（ アメリカ合衆国）
- マーシオ・"ペジパーノ"・クルーズ（ ブラジル）
- マーヴィン・イーストマン（ アメリカ合衆国）
- マイク・スウィック（ アメリカ合衆国）
- マイク・トーマス・ブラウン（ アメリカ合衆国）
- マイク・ペリー（ アメリカ合衆国）
- マイク・バートン（ アメリカ合衆国）
- マイク・パイル（ アメリカ合衆国）
- マイク・ホワイトヘッド（ アメリカ合衆国）
- マイク・ルソー（ アメリカ合衆国）
- マイケル・キエーザ（ アメリカ合衆国）
- マイケル・コスタ（ ブラジル）
- マイケル・ジョンソン（ アメリカ合衆国）
- マイケル・チャンドラー（ アメリカ合衆国）
- マイケル・ビスピン（ イギリス）
- マイケル・ペイジ（ イングランド）
- マイケル・マクドナルド（ アメリカ合衆国）
- マイティ・モー（ アメリカ合衆国）
- マウリシオ・ショーグン（ ブラジル）
- 前田日明（まえだ あきら）（ 日本）
- 前田吉朗（まえだ よしろう）（ 日本）
- マキシモ・ブランコ（ ベネズエラ）
- 幕大輔（まく だいすけ）（ 日本）
- マゴメド・アンカラエフ（ ロシア）
- マゴメド・マゴメドフ（ ロシア）
- 摩嶋一整（まじま かずまさ）（ 日本）
- 真霜拳號（ましも けんご）（ 日本）
- 松井大二郎（まつい だいじろう）（ 日本）
- マッズ・バーネル（ デンマーク）
- マックス・ホロウェイ（ アメリカ合衆国）
- マック・ダンジグ（ アメリカ合衆国）
- 松嶋こよみ（まつしま こよみ）（ 日本）
- マット・ジャガース（ アメリカ合衆国）
- マット・シュネル（ アメリカ合衆国）
- マット・セラ（ アメリカ合衆国）
- マット・ハミル（ アメリカ合衆国）
- マット・ヒューズ（ アメリカ合衆国）
- マット・ヒューム（ アメリカ合衆国）
- マット・ブラウン（ アメリカ合衆国）
- マット・ミトリオン（ アメリカ合衆国）
- マット・リドル（ アメリカ合衆国）
- マット・リンドランド（ アメリカ合衆国）
- マット・ワイマン（ アメリカ合衆国）
- 松根良太（まつね りょうた）（ 日本）
- 松藤裕晴（まつふじ ひろはる）（ 日本）
- 松本晃市郎（まつもと こういちろう）（ 日本）
- 松本光史（まつもと こうし）（ 日本）
- マテウス・ガムロット（ ポーランド）
- マテウス・ニコラウ（ ブラジル）
- マニー・タピア（ アメリカ合衆国）
- マフムート・ムラドフ（ ウズベキスタン）
- マネル・ケイプ（ アンゴラ）
- マメッド・ハリドヴ（ ポーランド）
- マモル（山口守）（ 日本）
- マリウス・ザロムスキー（ リトアニア）
- マリウス・プッツナウスキー（ ポーランド）
- マリオ・スペーヒー（ ブラジル）
- マルク・O・マドセン（ デンマーク）
- マルコ・ファス（ ブラジル）
- マルコ・ロウロ（ ブラジル）
- マルセロ・ガッシア（ ブラジル）
- マルチン・ティブラ（ ポーランド）
- マルティン・カンプマン（ デンマーク）
- マルロン・ヴェラ（ エクアドル）
- マルロン・サンドロ（ ブラジル）
- マルロン・モラエス（ ブラジル）
- マンヴェル・ガンブリャン（ アルメニア）
- マンド・グディエレス ( アメリカ合衆国)

### み
- ミアサド・ベクティック（ ボスニア・ヘルツェゴビナ）
- 三浦孝太（みうら こうた）（ 日本）
- 三浦広光（みうら ひろみつ）（ 日本）
- ミカ・ミラー（ アメリカ合衆国）
- 三上ヘンリー大智（みかみ ヘンリー だいち）（ 日本）
- 神酒龍一（みき りゅういち）（ 日本）
- 美木航（みき わたる）（ 日本）
- ミゲール・トーレス（ アメリカ合衆国）
- ミゲル・バエザ（ アメリカ合衆国）
- 三崎和雄（みさき かずお）（ 日本）
- ミシェル・ペレイラ（ ブラジル）
- 三島☆ド根性ノ助（みしま どこんじょうのすけ）（ 日本）
- ミシャ・サークノフ（ カナダ）
- 水垣偉弥（みずがき たけや）（ 日本）
- 水野竜也（みずの たつや）（ 日本）
- 光岡映二（みつおか えいじ）（ 日本）
- ミノワマン（美濃輪育久、みのわ いくひさ）（ 日本）
- 箕輪ひろば（みのわ ひろば）（ 日本）
- ミハエル・ティエロイ（ ベルギー）
- 宮崎直人（みやざき なおと）（ 日本）
- 宮澤元樹（みやざわ もとき）（ 日本）
- 宮下トモヤ（みやした ともや）（ 日本）
- 宮田和幸（みやた かずゆき）（ 日本）
- 雅駿介（みやび しゅんすけ）（ 日本）
- ミルコ・クロコップ（ クロアチア）
- ミルトン・ヴィエイラ（ ブラジル）

### む
- ムスタファ・アルターク（ イギリス）
- ムスリム・サリコフ（ ロシア）
- 村上和成（むらかみ かずなり）（ 日本）
- 村濱天晴（むらはま たかはる）（ 日本）
- 村浜武洋（むらはま たけひろ）（ 日本）
- 村元友太郎（むらもと ゆうたろう）（ 日本）
- 村山暁洋（むらやま あきひろ）（ 日本）
- ムリーロ・ニンジャ（ ブラジル）
- ムリーロ・ブスタマンチ（ ブラジル）
- ムン・ジェフン ( 韓国)

### め
- メラブ・ドバリシビリ（ ジョージア）
- メルヴィン・ギラード（ アメリカ合衆国）
- メルヴィン・マヌーフ（ オランダ）

### も
- モーリス・スミス（ アメリカ合衆国）
- モイス・リンボン（ フランス）
- 毛利昭彦（もうり あきひこ）（ 日本）
- 元谷友貴（もとや ゆうき）（ 日本）
- モフサル・エフロエフ（ ロシア）
- 森山大（もりやま はじめ）（ 日本）
- 門馬秀貴（もんま ひでたか）（ 日本）

## や行

### や
- ヤイール・ロドリゲス（ メキシコ）
- Yasubei榎本（やすべい えのもと）（ スイス）
- 八隅孝平（やすみ こうへい）（ 日本）
- 矢地祐介（やち ゆうすけ）（ 日本）
- 柳澤龍志（やなぎさわ りゅうし）（ 日本）
- ヤニ・ラックス（ スウェーデン）
- 矢野卓見（やの たくみ）（ 日本）
- 山崎剛（やまざき たけし）（ 日本）
- 山下志功（やました しこう）（ 日本）
- 山地大輔（やまじ だいすけ）（ 日本）
- 弥益ドミネーター聡志（やます ドミネーター さとし）（ 日本）
- 山田哲也（やまだ てつや）（ 日本）
- 山田学（やまだ まなぶ）（ 日本）
- 山宮恵一郎（やまみや けいいちろう）（ 日本）
- 山本アーセン（やまもと あーせん）（ 日本）
- 山本篤（やまもと あつし）（ 日本）
- 山本"KID"徳郁（やまもと キッド のりふみ）（ 日本）
- 山本喧一（やまもと けんいち）（ 日本）
- 山本空良（やまもと そら）（ 日本）
- 山本宜久（やまもと よしひさ）（ 日本）
- ヤロスラフ・アモソフ（ ウクライナ）
- ヤン・ドンイ（ 韓国）
- ヤン"ザ・ジャイアント"ノルキヤ（ 南アフリカ共和国）
- ヤン・ブラホヴィッチ（ ポーランド）

### ゆ
- ユージーン・ジャクソン（ アメリカ合衆国）
- 佑典 （ 日本）
- ユータ&ロック（ 日本）
- YUSHI（JPN）
- ユーリ・アルカンタラ（ ブラジル）
- ユサップ・サーデュラエフ（ アメリカ合衆国）
- ユ・スヨン（ 韓国）
- ユノラフ・エイネモ（ ノルウェー）
- ユライア・フェイバー（ アメリカ合衆国）
- ユライア・ホール（ ジャマイカ）
- ユルゲン・クルト（ スウェーデン）
- ユン・ドンシク（ 韓国）

### よ
- ヨアキム・ハンセン（ ノルウェー）
- ヨエル・アルバレス（ スペイン）
- ヨエル・ロメロ（ キューバ）
- 横井宏考（よこい ひろたか）（ 日本）
- 横田一則（よこた かずのり）（ 日本）
- 吉田幸治（よしだ こうじ）（ 日本）
- 吉田秀彦（よしだ ひでひこ）（ 日本）
- 吉田善行（よしだ よしゆき）（ 日本）
- 吉永啓之輔（よしなが けいのすけ）（ 日本）
- 吉本光志（よしもと こうじ）（ 日本）

## ら行

### ら
- ライアン・シュルツ（ アメリカ合衆国）
- ライアン・スパン（ アメリカ合衆国）
- ライアン・ベイダー（ アメリカ合衆国）
- 雷暗暴（らいあん ぼう）（ アメリカ合衆国）
- ライアン・ホール（ アメリカ合衆国）
- ライニアー・デ・リダー（ オランダ）
- ライマン・グッド（ アメリカ合衆国）
- ライル・ビアボーム（ アメリカ合衆国）
- ラウフェオン・ストッツ（ アメリカ合衆国）
- ラオーニ・バルセロス（ ブラジル）
- ラシャド・エヴァンス（ アメリカ合衆国）
- ラバザノフ・アフメッド（ ロシア）
- ラファエル・フィジエフ（ キルギス）
- ランディ・クートゥア（ アメリカ合衆国）
- ランディ・ブラウン（ ジャマイカ）
- ランバー・ソムデートM16（ タイ）
- ランボー宏輔（ランボー こうすけ）（ 日本）

### り
- リー・ハスデル（ イギリス）
- リー・マーレイ（ イギリス）
- リオン武（リオン たけし）（ 日本）
- リカルド・ラマス（ アメリカ合衆国）
- リコ・ロドリゲス（ アメリカ合衆国）
- リッキー・シモン（ アメリカ合衆国）
- リック・ストーリー（ アメリカ合衆国）
- リック・ルーファス（ アメリカ合衆国）
- リッチ・クレメンティ（ アメリカ合衆国）
- リッチ・フランクリン（ アメリカ合衆国）
- リョート・マチダ（ ブラジル）
- RYO（リョウ）（ 日本）
- リローン・マーフィー（ イングランド）

### る
- ルーク・ロックホールド（ アメリカ合衆国）
- ルーベン・ビシャレアル（ アメリカ合衆国）
- ルーロン・ガードナー（ アメリカ合衆国）
- ルイージ・フィオラヴァンティ（ アメリカ合衆国）
- ルイス・アゼレード（ ブラジル）
- ルイス・カーニ（ ブラジル）
- ルイス・グスタボ（ ブラジル）
- ルイス・ブスカペ（ ブラジル）
- ルシオ・リニャーレス（ ブラジル）

### れ
- レイ・クーパー3世（ アメリカ合衆国）
- レイ・ズール（ ブラジル）
- レイ・セフォー（ ニュージーランド）
- レイ・ボーグ（ アメリカ合衆国）
- レオナルド・カステロ・ブランコ（ ブラジル）
- レオナルド・ガルシア（ アメリカ合衆国）
- レオナルド・サントス（ ブラジル）
- レオナルド・フランカ・ノゲイラ（ ブラジル）
- レオン・エドワーズ（ イングランド）
- レナート・ババル（ ブラジル）
- レネ・ローゼ（ オランダ）
- レミギウス・モリカビュチス（ リトアニア）
- レッツ豪太（レッツごうた）（ 日本）

### ろ
- ロイ・ネルソン（ アメリカ合衆国）
- ローガン・クラーク（ アメリカ合衆国）
- ローガン・ストーリー（ アメリカ合衆国）
- ローマン・ゼンツォフ（ ロシア）
- ローリー・シンガー（ アメリカ合衆国）
- ローリー・マクドナルド（ カナダ）
- ロジャー・ウエルタ（ アメリカ合衆国）
- ロス・ピアソン（ イギリス）
- ロナルド・ジューン（ アメリカ合衆国）
- ロニー・マン（ イギリス）
- ロバート・ウィテカー（ オーストラリア）
- ロバート・エマーソン（ アメリカ合衆国）
- ロビー・オリヴィエ（ イギリス）
- ロビー・ローラー（ アメリカ合衆国）
- ロブ・フォント（ アメリカ合衆国）
- ロブ・ブロートン（ イギリス）
- ロベルト・ソルディッチ（ クロアチア）
- ロレンズ・ラーキン（ アメリカ合衆国）
- ロン・ウォーターマン（ アメリカ合衆国）
- 論田愛空隆（ろんだ あくり）（ 日本）

## わ行

### わ
- WAKASHOYO（ワカショウヨウ）（ 日本）
- 若松佑弥（わかまつ ゆうや）（ 日本）
- 和田拓也（わだ たくや）（ 日本）
- 和田竜光（わだ たつみつ）（ 日本）
- 渡部修斗（わたなべ しゅうと）（ 日本）
- 渡部優一（わたなべ ゆういち）（ 日本）
- ワレンティン・モルダフスキー（ ロシア）